# 1590 în literatură
- 1589 în literatură — 1590 în literatură — 1591 în literatură

Anul 1590 în literatură a implicat o serie de evenimente semnificative. 

## Cărți noi
- Robert Greene - Greene's Mourning Garment
  - - Never Too Late
- Thomas Lodge - Rosalynde
- Thomas Nashe - An Almond for a Parrat

## Decese
Format:1590